# نينا سينيشار
نينا سينيشار (بالصربية: Нина Сеничар)‏ (من مواليد 11 نوفمبر 1985 في نوفي ساد، صربيا) عارضة أزياء وممثلة صربية تعيش الآن في لوس أنجلوس. عملت في العديد من أفلام هوليوود، مثل بابيلون و‌فوضى، بالإضافة إلى ظهورها في الإنتاج السينمائي والتلفزيوني الإيطالي.

## الروابط الخارجية
- نينا سينيشار على موقع IMDb (الإنجليزية)
- نينا سينيشار على موقع قاعدة بيانات الفيلم (الإنجليزية)
- نينا سينيشار على موقع دليل عارضات الأزياء (الإنجليزية)

- نينا سينيشار على إنستغرام